# Карло Блазис
Карло Блазис (итал. Carlo Blasis ) је био италијански плесач, кореограф и теоретичар италијанске игре. Рођен је 4. новембра 1797. године у Напуљу и преминуо 15. јауара 1878. године у Чернобилоу. Познат је по веома ригорозним часовима плеса, који су понекад трајали четири сата. Играо је у Француској, Италији, Лондону и Русији. Блазис је инсистирао да његови ученици уче теорије и дефиниције плесних корака. Обучавао је све учитеље Енрика Чекетија и сматра се да је Блазисов утицај на његову обуку оно што је навело Чекетија да створи Чекетијев метод балета.

## Биографија
Као млад каријеру започиње у 12. години у Опери Марсеја. Школовање наставља у Бордоу 1816. године. Након напорног рада и признања, одлази у Париз и уписује се у Оперу славног града. Након повратка у Италију, Карло постаје први плесач у Миланској скали у Милану, Фениси и Ториноу. Након повреде на нози, престаје са плесом 1830. године и посвећује се кореографији и настави.
Објавио је анализу балетских техника 1820. године у делу под називом Traité élémentaire, théorique, et pratique de l'art de la danse („Елементарни, теоријски и практични трактат о уметности игре“). Најпознатији је по пози „Став“ изведеној из чувене статуе Меркур Ђованија да Болоње. Енрико Чекети је проширио његов метод подучавања и теорије.
Чак и у своје време, Блазис није био најпознатији по својим бројним кореографијама (од којих ниједна није опстала данас), већ по својим списима о теорији плеса. Он је био пионир у помирењу балетских појмова попут лакоће и грациозности са геометријом и физиком тела у покрету. У The Code of Terpsichore, објављеном 1828. године, Блазис је каталогизирао јасно дефинисану „азбуку“ плесних поза. Ово је можда први покушај свеобухватне системизације плеса.
Блазис је радикализовао теорију плеса ослањајући се у великој мери на математичку геометрију и физику. Увео је идеју „осе кретања“ – вертикалне линије кроз позу, окомито на под, која оцртава центар равнотеже тела.
Блазис је допринео и плесној педагогији. Предложио је да инструктори прво опишу телесне фигуре наведене у његовом индексу поза, а затим да их ученици запамте пре него што покушају да их физички отелотворе. „Најмарљивији [ученик] би могао да узме копије те фигуре на малим плочама и да их носи са собом да учи код куће, на исти начин као што дете, када почне да спелује, проучава свој буквар.“
Кроз позе које су кодификоване у његовом алфабету, Блазис је осећао да играчи могу да постигну квалитете покрета тако жељене у балету, попут лакоће покрета и елеганције. У својим Белешкама о плесу, историјским и практичним, Блазис хвали одређене балете због њиховог богатства емоција. Када говори о „Напуљској Тарантели“, на пример, он усхићено напомиње како су „љубав и задовољство упадљиви у сваком покрету“, а „сваки гест и покрет пуни су заводљиве грациозности“. Тако је Блазис ултиматно желео да плесачи раслојавају емоционални израз на кодификоване, уређене позе које захтева кореографија и описане у Коду Терпсихоре.
Кроз ове праксе, Блазис је имао за циљ да усмерава „новорођени романтични балет по класичним линијама.“ На тај начин, Блазис је био испред свог времена. Посебно се интересовао за неке покрете за које се сматрало да су превише агресивно виртуозни за еру романтичара раних 1800-их. На пример, он је иницирао кодификацију пируете, разлажући је на припрему, окрет и завршетак. Тек у ери Маријуса Петипа у касним 1800-им, одмах након доба романтизма, физички интензивни кораци попут пируете постали су широко распрострањени у балетској кореографији, док их је Блазис анализирао деценијама раније.
Од 1838. до 1853, Блазис и његова супруга Ануницијата Рамачини били су уметнички директори данашње Балетске школе у позоришту Ла Скала. Међу њиховим ученицима биле су примабалерине Фани Серито, Каролина Росати, Софија Фуоко, Амалија Ферарис и Карлота Бријанка. Блазис је седам својих плесачица, на које је био посебно поносан, назвао својим „Плејадама“: Маријету Бадерну, Августу Доминикетис, Амалију Ферарис, Софију Фуоко, Флору Фабри, Каролину Гранцини и Паскуале Бори.
Блазис је умро у Чернобију.

## Књиге
Као теотичар италијанског плеса, објавио је неколико књига о плесу који се и данас користе:
- Теорија и практика умметности игре ( Милан 1820. године)
- The Code of Terpsichore ( Лондон 1828. године)
- Књига игре ( Париз 1830. године)
- Studi sulle arti imitatrici (Милан 1844. године)
- Notes upon dancing (Лондон 1847. године)
- Delle composizioni coreografiche e delle opere letterarie (Милан 1854. године)